# Cormeilles-en-Parisis
Cormeilles-en-Parisis là một xã ở tỉnh Val-d'Oise, thuộc vùng Île-de-France ở miền bắc nước Pháp.

## Xã lân cận
- Argenteuil
- La Frette-sur-Seine
- Franconville
- Herblay
- Montigny-lès-Cormeilles
- Sannois
- Sartrouville